# Elecciones municipales de 1999 en Estepona
Las elecciones municipales de 1999 se celebraron en Estepona el domingo 13 de junio, de acuerdo con el Real Decreto de convocatoria de elecciones locales en España dispuesto el 19 de abril de 1999 y publicado en el Boletín Oficial del Estado el día 20 de abril. Se eligieron los 21 concejales del pleno del Ayuntamiento de Estepona a través de un sistema proporcional (método d'Hondt), con listas cerradas y un umbral electoral del 5%.

## Resultados
Los resultados completos correspondientes al escrutinio definitivo se detallan a continuación:
| Candidatura     | Candidatura                                                     | Votos  | %                               | Escaños                         |
| --------------- | --------------------------------------------------------------- | ------ | ------------------------------- | ------------------------------- |
|                 | Grupo Independiente Liberal (GIL)                               | 8375   | 39,59                           | 9                               |
|                 | Partido Socialista Obrero Español de Andalucía (PSOE-A)         | 5489   | 25,95                           | 6                               |
|                 | Partido Popular Andaluz (PP-A)                                  | 4293   | 20,29                           | 4                               |
|                 | Izquierda Unida Los Verdes-Convocatoria por Andalucía (IULV-CA) | 1678   | 7,93                            | 1                               |
|                 | Partido Andalucista (PA)                                        | 1079   | 5,10                            | 1                               |
| Votos en blanco | Votos en blanco                                                 | 240    | 1,14                            | n/a                             |
| Votos válidos   | Votos válidos                                                   | 20 987 | 100,00                          | 21                              |
| Votos nulos     | Votos nulos                                                     | 167    | Participación: \| \| 72.61 % \| | Participación: \| \| 72.61 % \| |
| Votantes        | Votantes                                                        | 21 154 | Participación: \| \| 72.61 % \| | Participación: \| \| 72.61 % \| |
| Electores       | Electores                                                       | 29 135 | Participación: \| \| 72.61 % \| | Participación: \| \| 72.61 % \| |
|                 | 72.61 %                                                         |        |                                 |                                 |